# 大野デマンドタクシー
大野デマンドタクシー（おおのデマンドタクシー）は、岐阜県揖斐郡大野町で運行しているデマンド型交通の乗合タクシー。
愛称はあいのりくん。揖斐タクシーが受託運行している。

## 概要
- 2007年（平成19年）7月運行開始[1]。
- デマンド方式であり、事前予約が必要（乗車の30分前まで可能。電話予約時間は7:30 - 17:00）[2]。
- 町内の指定停留所から指定停留所の乗降であり、2023年時点の指定停留場は134箇所。また、大野町在住者で一定の条件を満たす（満65歳以上、障害者、妊婦、運転免許証返納者など）場合は、事前に自宅を登録することにより、登録者の自宅前が乗降所とすることが可能[2]。
- 一般の乗用タクシーの利用に対する助成事業として「あいのりくんプラス」がある。これは自宅前を乗降所として登録している利用者を対象とするものであり、自宅前から西濃厚生病院への直行便である。通常の大野デマンドタクシーとは料金が異なる（タクシー料金から一定額を除く分を町が助成し、利用者は一定額のみ支払い）。尚、西濃厚生病院には「あいのりくんプラス」の停留所のみの設置であり、通常の「あいのりくん」の停留所は設置されない[3]。

## 利用案内
- 運行日：平日（月曜日から金曜日）※土・日・祝日および年末年始は運休
- 運行時間：7:30 - 17:00
- 利用料金：1乗車 300円 ※未就学児は無料

## 車輛
- 通常の大野デマンドタクシーの「あいのりくん」は専用のワンボックス車両（乗車定員4人）を使用。「あいのりくんプラス」は通常のセダン型タクシー（乗車定員4人）にあいのりくんプラスのステッカーを付けた車両を使用[3]。

## 歴史
- 2005年（平成17年） - コミュニティバス運行の実証実験を開始[1]。
- 2007年（平成19年）7月 - コミュニティバス運行の実証実験を踏まえ、デマンド方式のタクシーの運行することになり、大野デマンドタクシーの運行を開始。町内を4つのゾーンに分け、指定停留所で乗降する定時定路線の運行であった[1]。1乗車は200円。
- 2014年（平成26年）7月 - 自由経路ドアツードア型に運行方法を変更。自宅前登録を開始。1乗車を300円に変更[1]。
- 2015年（平成27年）1月 - コンビニクルシステムを導入[1]。
- 2018年（平成30年）10月 - タクシー助成事業として、揖斐厚生病院への直行便「あいのりくんプラス」の運行開始[4]。
- 2023年（令和5年）10月 - 「あいのりくんプラス」が西濃厚生病院への直行便に変更[3]。

## 主な停留所
公共施設・観光施設
- 役場
- 町民センター
- 中央公民館
- 運動公園
- 大野町民体育館
- 揖斐広域斎場
- ゆーみんぐ
- 大野あけぼのミュージアム
- おおの温泉
- 揖斐二度桜
- バラ公園
- 牧村家住宅
- 黒野駅レールパーク
- 東海職業能力開発大学校
- 大野中学校
- 揖東中学校
- 大野小学校
- 北小学校
- 東小学校
- 中小学校

他社バス路線乗り換え
- バスセンター（岐阜バス・名阪近鉄バス・揖斐川町ふれあいバス）
- 道の駅パレットピアおおの（岐阜バス・名阪近鉄バス）
- 黒野八幡町バス停（岐阜バス）
- 相羽バス停留所（岐阜バス） ※旧・名鉄揖斐線相羽駅に該当
- 下方バス停留所（岐阜バス） ※旧・名鉄揖斐線下方駅に該当

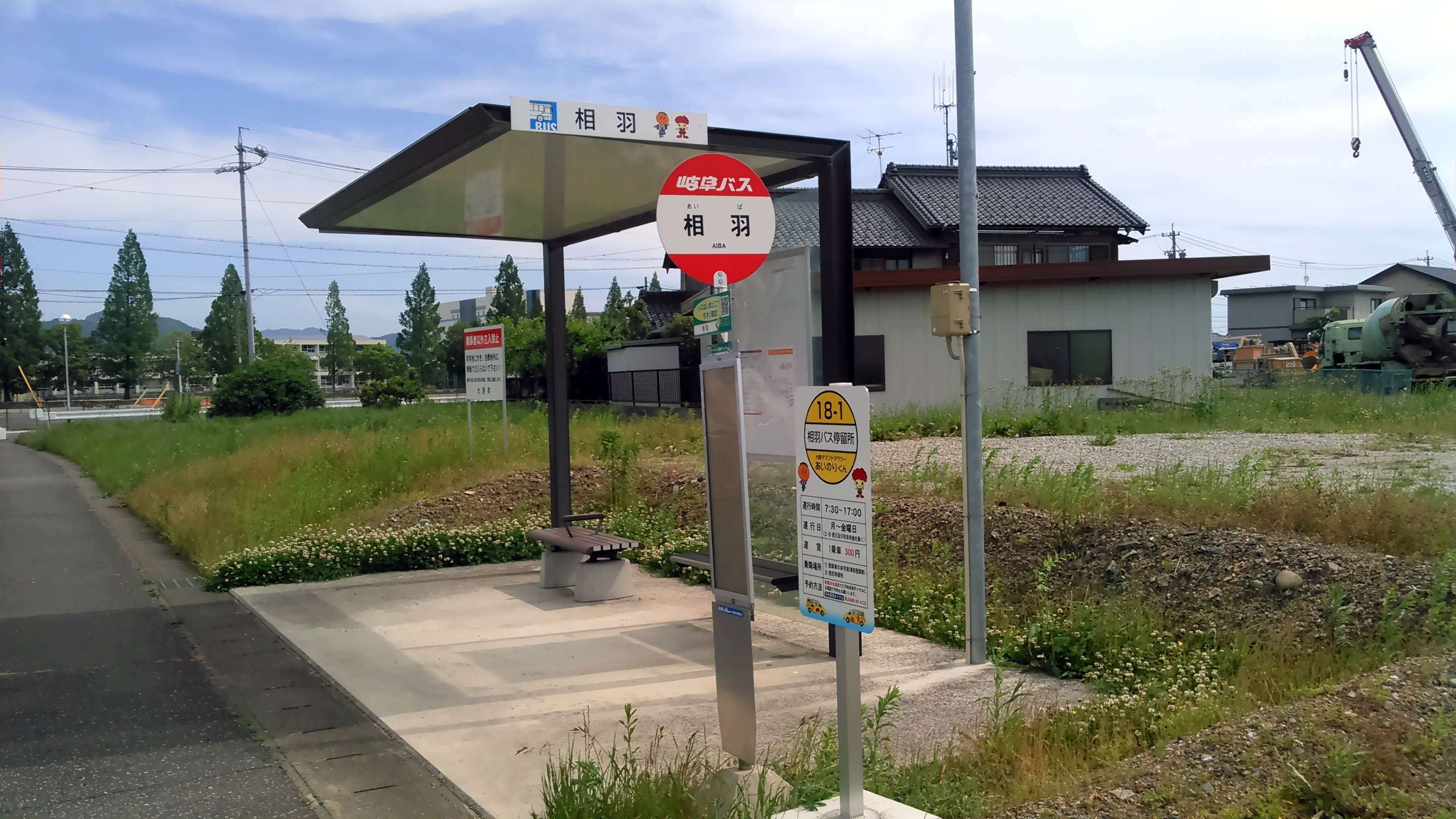
相羽バス停留所 （2017年（平成29年）5月）
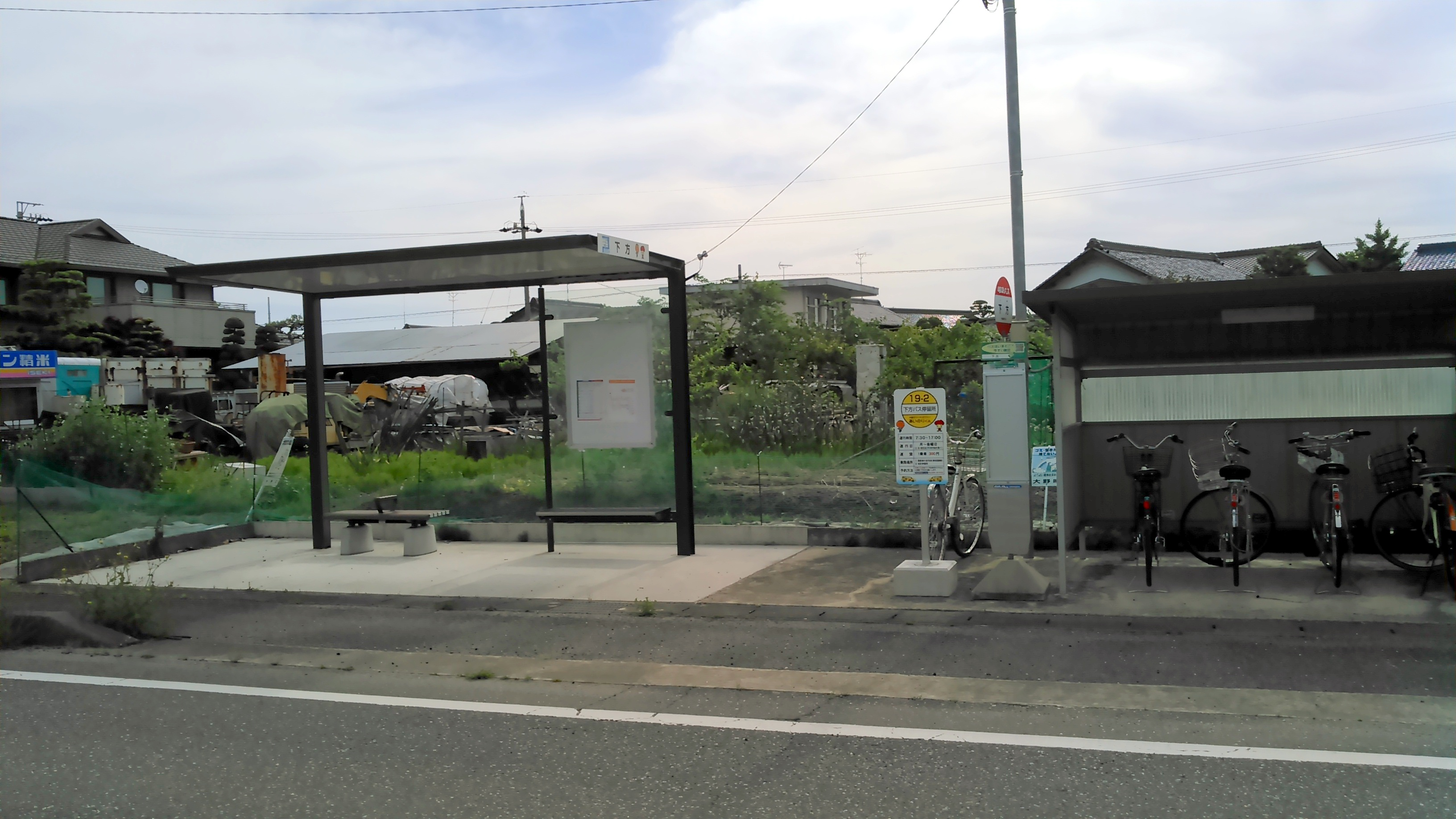
下方バス停留所 （2017年（平成29年）5月）
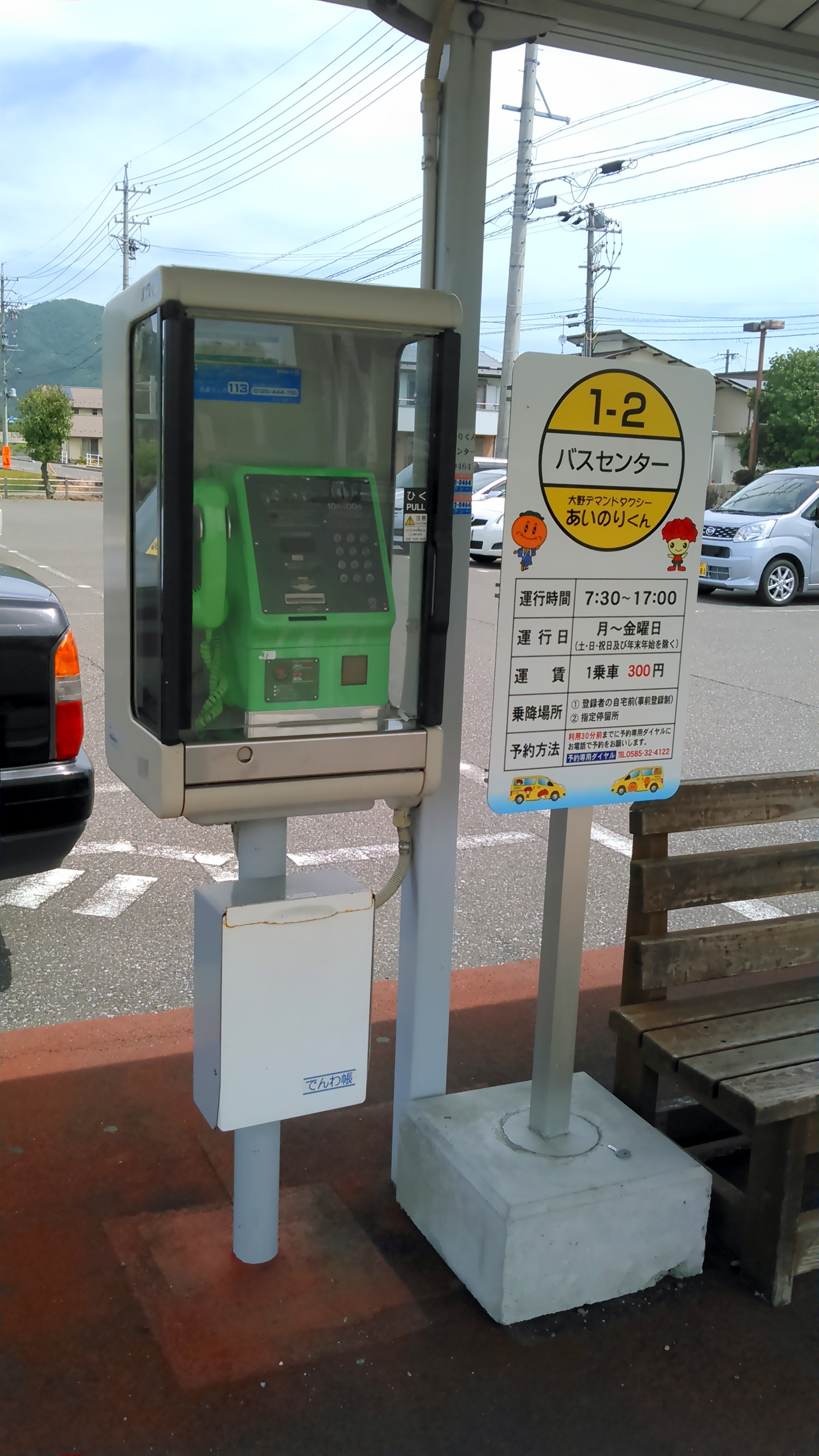
大野バスセンター停留所 （2017年（平成29年）5月）